# ピンスク

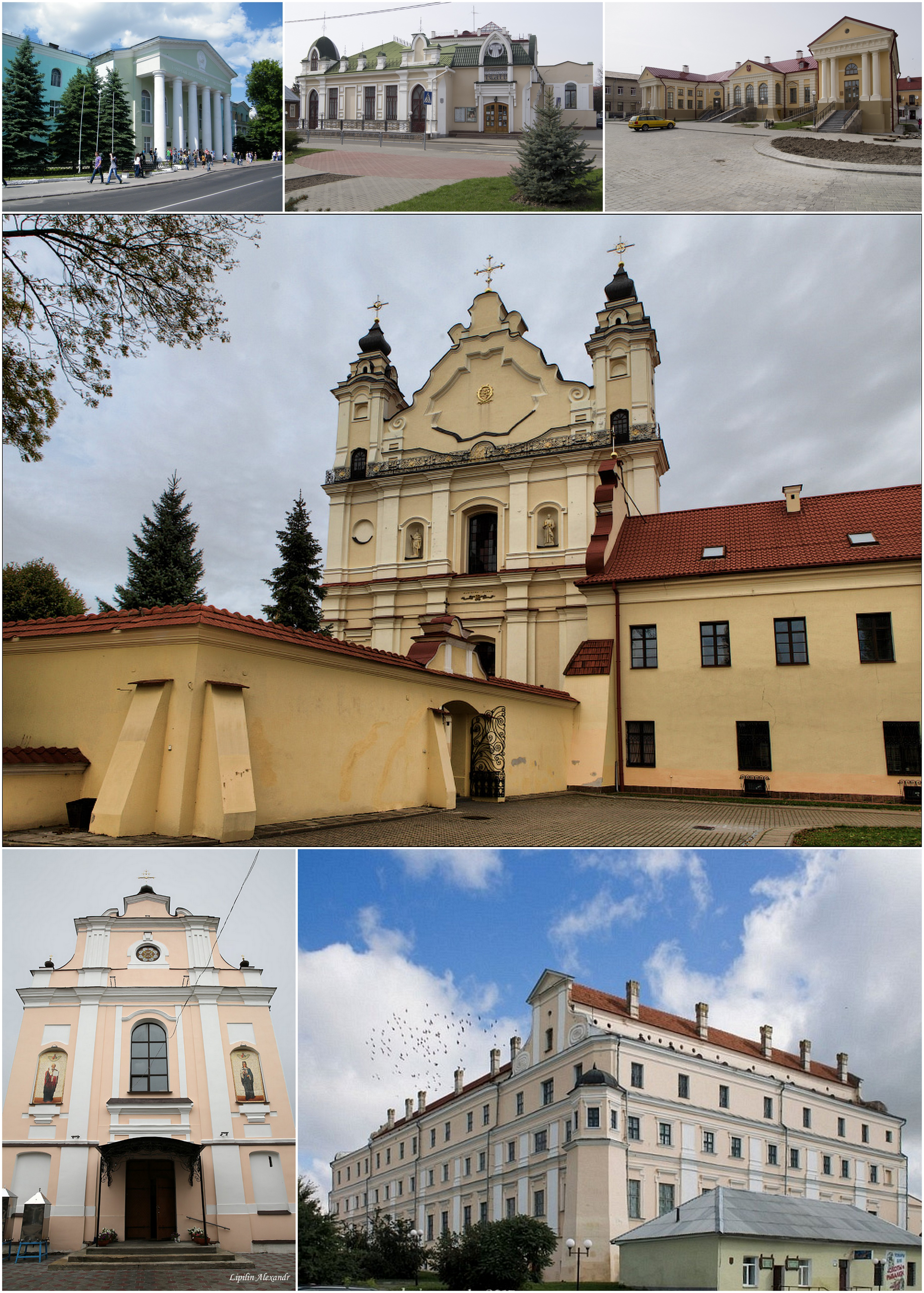
ピンスクの建物

ピンスク（ベラルーシ語: Пінск ロシア語: Пинск ウクライナ語Пінськ; リトアニア語: Pinskas）は、ベラルーシのブレスト州にある人口約13万人の、ベラルーシで10番目に大きい都市。市域の大部分は沼地である。ストルメン川 Strumenとピナ川の合流点であり、プリピャチ川が市域を横切っていることから川船を製造する小さな工業都市の中心でもある。

## 歴史
1132年にはミンスク公国の一部を形成していたが、1239年にはモンゴル人が侵入したためピンスクは13世紀の終わりまで別の公国の主要都市になった。
1320年にはリトアニア大公国に編入される。
1569年のルブリン合同でポーランド・リトアニア共和国が成立すると共和国のブレスト県の県庁が置かれ、街は繁栄した。
フメリニツキーの乱のさなかの1648年には、フメリニツキー率いるウクライナ・コサック反乱勢力が街を襲撃し、コサックたちは大規模なユダヤ人虐殺行為（ポグロム）を行った。その後リトアニア野戦ヘトマンのヤヌシュ・ラジヴィウが率いる共和国軍が奪還に成功したが、その後もコサックはロシア軍と結託し、共和国軍による防備が手薄な時期を狙って数十年にわたり何度も街を襲った。
1706年にはカール12世率いるスウェーデン軍に占領され、略奪を受けたうえで焼き払われた。共和国はスウェーデンから街を奪還し、1729年から1744年まで創業した共和国国立印刷所を中心に急速な経済復興を図り、伝統の造船業および河川運送業が再び栄えた。
1793年の第2次ポーランド分割により、街はロシア帝国の手に落ちた。
19世紀に入りロシア帝国の政策でポーランド立憲王国に近い帝国西部国境一帯にユダヤ教徒が集められた。1897年の帝国国勢調査ではピンスクの人口の4分の3がユダヤ教徒の住民で占められていた。
ポーランド・ソビエト戦争のさなかの1919年、街を占領していたポーランド軍によってユダヤ教徒住民の一部が利敵行為（ソ連赤軍に内通）の嫌疑で逮捕され、うち35人が有罪となり処刑された。
1939年にはナチス・ドイツとソ連によるポーランド侵攻が勃発、ピンスクはソ連軍に占領された。このとき街の人口の90%がユダヤ教徒であった。
1941年にナチス・ドイツが街を占領、ゲットーを作りユダヤ教徒を押し込めた。1942年10月、ナチス・ドイツはゲットーで大規模な殺戮行為をはたらき、そこにいた約3万人のユダヤ教徒の大半が亡くなった。
1945年に第二次世界大戦が終了すると街はソ連に編入された。1991年にベラルーシが独立し、ベラルーシの都市となり現在に至る。